# Еліф Елмас
Еліф Елмас (мак. Elif Elmas, нар. 27 вересня 1999, Скоп'є) — македонський футболіст, півзахисник німецького клубу «РБ Лейпциг» та збірної Північної Македонії. Виступає на правах оренди за «Торіно».

## Клубна кар'єра
Народився 27 вересня 1999 року в місті Скоп'є. Вихованець юнацьких футбольних клубів «Работнічкі» та «Геренвен».
У дорослому футболі дебютував 2015 року виступами за команду клубу «Работнічкі», в якій провів два сезони, взявши участь у 44 матчах чемпіонату. Більшість часу, проведеного у складі «Работнічків», був основним гравцем команди.
До складу клубу «Фенербахче» приєднався 2017 року за 500 тисяч євро. Протягом двох сезонів відіграв за стамбульську команду 34 матчі в національному чемпіонаті.
24 липня 2019 року став гравцем італійського «Наполі», яке сплатило за трансфер Елмаса 16 мільйонів євро.
Виступав за «Наполі» з літа 2019 року до грудня 2023, провівши у складі команди 189 матчів, забивши 19 голів та віддавши 11 результативних передач. В складі «Наполі» став чемпіоном Серії А та володарем Кубка Італії.
27 грудня 2023 року перейшов в клуб німецької Бундесліги «РБ Лейпциг», підписавши контркт до червня 2028 року.

## Виступи за збірні
2015 року дебютував у складі юнацької збірної Македонії, взяв участь у 6 іграх на юнацькому рівні.
Протягом 2016—2019 років залучався до складу молодіжної збірної Македонії. На молодіжному рівні зіграв в одному офіційному матчі.
2017 року дебютував в офіційних матчах у складі національної збірної Македонії. Перші два голи за збірну забив у своєму 9 матчі за національну команду 21 березня 2019 року, в матчі групи G кваліфікаційного раунду Євро-2020 проти збірної Латвії.
| Дата       | Місто     | Господарі          | Результат | Гості              | Турнір          | Голи | Примітки       |
| ---------- | --------- | ------------------ | --------- | ------------------ | --------------- | ---- | -------------- |
| 11-6-2017  | Скоп'є    | Північна Македонія | 1 – 2     | Іспанія            | Відбір ЧС       | -    | 46' 78'        |
| 2-9-2017   | Хайфа     | Ізраїль            | 0 – 1     | Північна Македонія | Відбір ЧС       | -    | 63' 84'        |
| 9-10-2017  | Скоп'є    | Північна Македонія | 4 – 0     | Ліхтенштейн        | Відбір ЧС       | -    | 46'            |
| 6-9-2018   | Гібралтар | Гібралтар          | 0 – 2     | Північна Македонія | Ліга націй УЄФА | -    | 46'            |
| 9-9-2018   | Скоп'є    | Північна Македонія | 2 – 0     | Вірменія           | Ліга націй УЄФА | -    |                |
| 13-10-2018 | Скоп'є    | Північна Македонія | 4 – 1     | Ліхтенштейн        | Ліга націй УЄФА | -    |                |
| 16-10-2018 | Єреван    | Вірменія           | 4 – 0     | Північна Македонія | Ліга націй УЄФА | -    | 57' 79', 90+3' |
| 19-11-2018 | Скоп'є    | Північна Македонія | 4 – 0     | Гібралтар          | Ліга націй УЄФА | -    | 73'            |
| 21-3-2019  | Скоп'є    | Північна Македонія | 3 – 1     | Латвія             | Відбір ЧЄ       | 2    | 23'            |
| 24-3-2019  | Любляна   | Словенія           | 1 – 1     | Північна Македонія | Відбір ЧЄ       | -    |                |
| 7-6-2019   | Скоп'є    | Північна Македонія | 0 – 1     | Польща             | Відбір ЧЄ       | -    |                |
| 10-6-2019  | Скоп'є    | Північна Македонія | 1 – 4     | Австрія            | Відбір ЧЄ       | -    | 26' 56'        |
| Усього     |           | Матчів             | 12        |                    | Голів           | 2    |                |

## Титули і досягнення
- Чемпіон Італії (1):

«Наполі»: 2022–23
- Володар Кубка Італії (1):

«Наполі»: 2019-20